# Kyle, Texas
Kyle är en stad (city) i Hays County i Texas. Vid 2010 års folkräkning hade Kyle 28 016 invånare.